# 로에니스 엘리아스
로에니스 렐리브레 엘리아스(Roenis Leliebre Elías, 1988년 8월 1일 ~ )는 쿠바의 야구 선수이자, 현 중화 직업봉구 대연맹 푸방 가디언스의 투수이다.

## 미국 프로야구 시절
2014년에 시애틀 매리너스에 입단하였다.

## 한국 프로야구 시절

### SSG 랜더스시절
2023년 5월에 에니 로메로를 대체할 외국인 투수로 영입되었다.